# 바레인 항공
바레인 항공(아랍어: طيران البحرين)은 바레인의 저비용 항공사로 총 17개 노선을 취항하고 있다. 본사는 바레인 무하라크 위치해 있으며 2007년에 설립했다. 또한 사용하고 있는 허브 공항으로 바레인 국제공항이 있다.

## 보유 기종
- 2012년 4월 기준으로 바레인 항공은 다음과 같은 기종을 보유하고 있으며 평균 기령은 4.5년이다.[3]